# Sandra De Clerck
Sandra De Clerck (1966) is een Belgische glaskunstenares en docent. Ze maakt zowel objecten als glasramen met motieven gebaseerd op etnische kunst.

## Levensloop
De Clerck genoot haar opleiding Monumentale en Beeldende Kunst aan de Academie voor Schone Kunsten Sint-Lucas in Gent. Nadien vervolmaakte ze haar technische kennis nog door in de leer te gaan bij andere glaskunstenaars zoals Ursula Huth, Jocelyne Prince en Judith Schaechter.
Daarnaast is ze docent aan en hoofd van de afdeling glaskunst van het Instituut voor Kunst en Ambacht in Mechelen en gastdocent aan universiteiten in Europa en de VS. 
Haar kunstwerken werden opgenomen in verschillende privé- en museumcollecties. Ze werd in 1995 geselecteerd voor het overzichtsuitgave van toonaangevende ontwerpers door het Vlaams Instituut voor Zelfstandig Ondernemen. Ze was ook curator voor glastentoonstellingen in verschillende Europese musea.

## Werk & tentoonstellingen
De Clerck gebruikt in haar werk diverse verschillende glastechnieken, geblazen glas, glaspasta, gebrandschilderd glas en in een oven gevormd glas.
Zij vindt in glas de combinatie van beeldhouwen en schilderen, omdat zij op het glas schilderwerken aanbrengen, terwijl het tegelijk driedimensionale sculpturale kwaliteit krijgt.

### Exposities
- 1994: Studio Maastricht
- 1995: stand VIZO op Art Contact (Gent, Flanders Expo)
- 2001: glasraam voor de winnaars van de Provinciale prijzen van de provincie Oost-Vlaanderen[6]
- 2007: Meesters en technieken uit de hedendaagse glaskunst (Lommel, Glazenhuis)[7]
- 2010: Art o Nivo Gallery (Brugge)